# Mestolobes
Mestolobes är ett släkte av fjärilar. Mestolobes ingår i familjen Crambidae.

## Dottertaxa tillMestolobes, i alfabetisk ordning[1]
- Mestolobes abnormis
- Mestolobes aenone
- Mestolobes amethystias
- Mestolobes antichora
- Mestolobes aphrias
- Mestolobes arctura
- Mestolobes autodoxa
- Mestolobes banausa
- Mestolobes chimonias
- Mestolobes chlorolychna
- Mestolobes chrysomolybda
- Mestolobes chrysomolybdoides
- Mestolobes crypsichrysa
- Mestolobes droseropa
- Mestolobes epidelta
- Mestolobes erinnys
- Mestolobes eurylyca
- Mestolobes homalopa
- Mestolobes iochrysa
- Mestolobes mesaema
- Mestolobes minuscula
- Mestolobes ochrias
- Mestolobes ombrias
- Mestolobes orthrias
- Mestolobes perixantha
- Mestolobes pessias
- Mestolobes pragmatica
- Mestolobes pyropa
- Mestolobes quadrifascia
- Mestolobes quadrifasciata
- Mestolobes scleropis
- Mestolobes semiochrea
- Mestolobes sicaria
- Mestolobes simaethina
- Mestolobes sirina
- Mestolobes xanthoscia